# One Penn Plaza

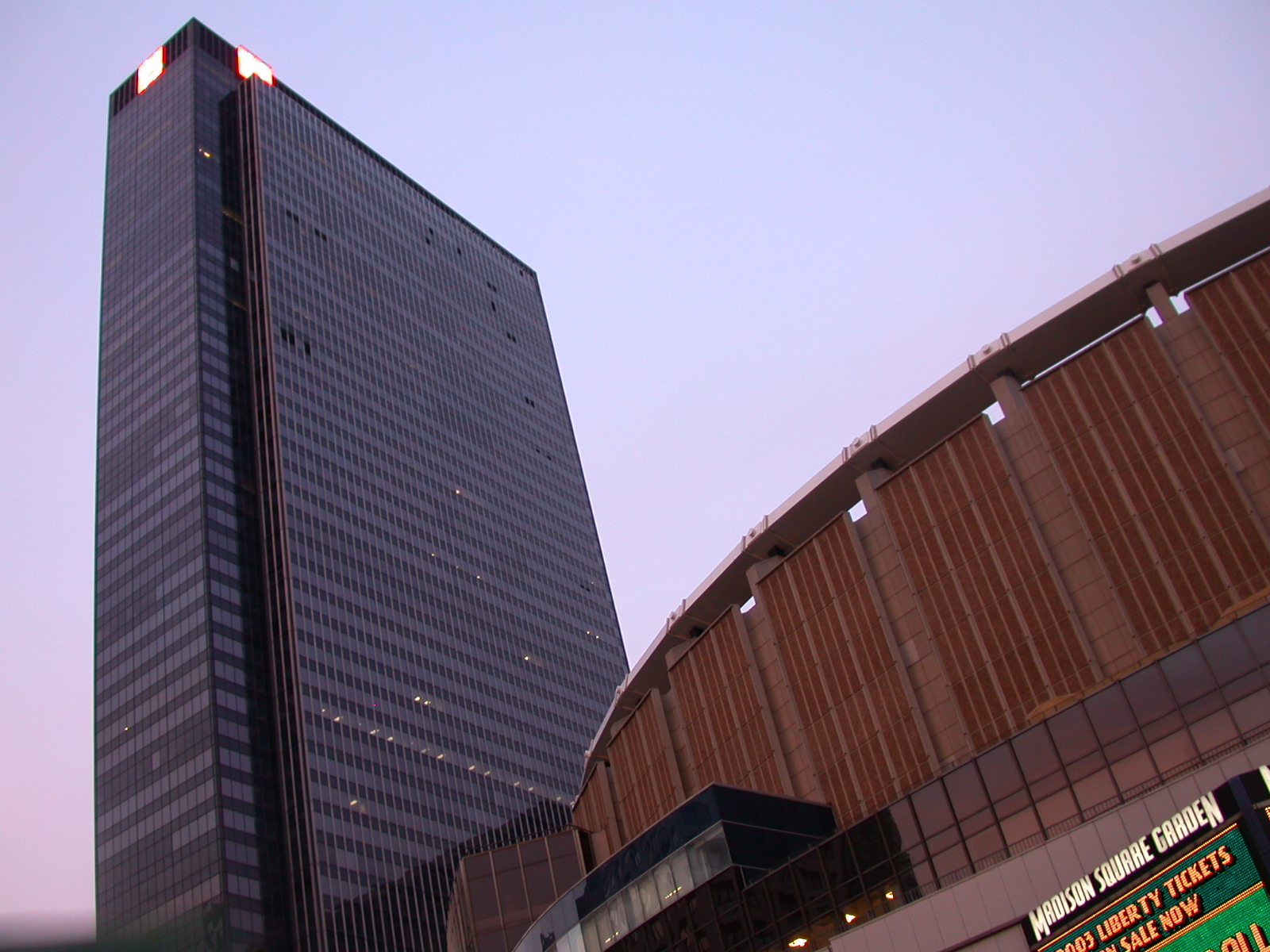
Le One Penn Plaza, à côté du Madison Square Garden

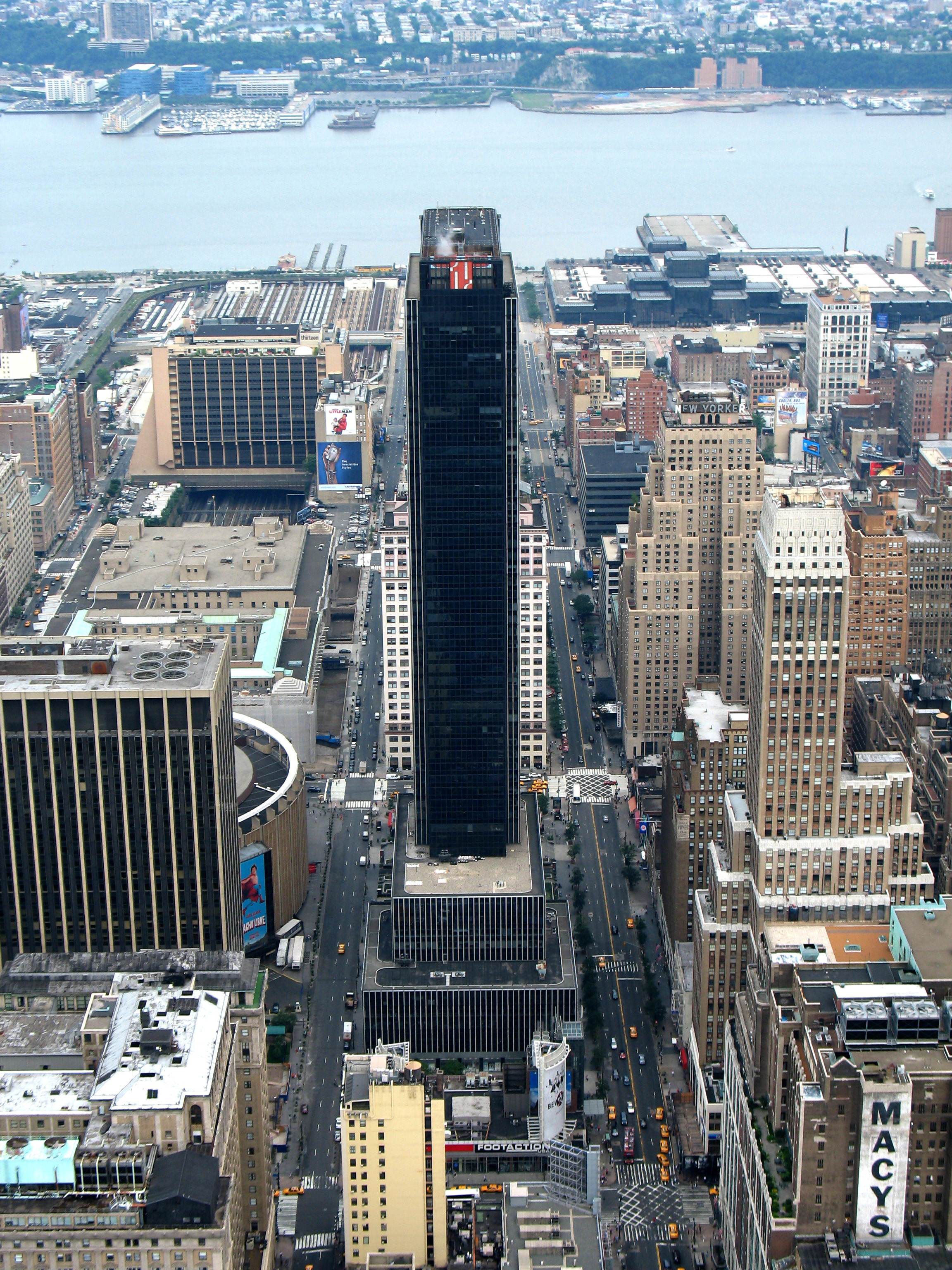
Le One Penn Plaza vu de l'est

Le One Penn Plaza est un gratte-ciel proche de Pennsylvania Station à New York, à l'ouest de la 7e avenue, entre les 33e et 34e rues. Il est aujourd'hui détenu par l'entreprise Vornado Realty Trust.
Conçu par Kahn & Jacobs, sa construction fut achevée en 1972. Il atteint 229 mètres de hauteur et compte 57 étages.

## Structure
Sa structure est en acier et béton, avec des parois extérieures en verre solaire[Quoi ?] gris et en aluminium.
L'immeuble possède 14 entrées et est doté de 44 ascenseurs. Le parking souterrain peut accueillir 695 voitures. Au rez-de-chaussée, on trouve plusieurs commerces et au dernier étage, on peut trouver un magasin de la chaîne de hard discount Kmart ainsi qu'un restaurant.

## Les occupants
- Parsons Brinckerhoff (occupe les 2e et 3e étages)
- URS Corporation (6e et 7e étages)
- Riverbed Technology (17e étage)
- Dimension Data (occupe la suite 1600)
- Insight Enterprises (19e étage)
- Fullymail America (20e et 21e étage)
- Videodesk Inc (36e étage)
- Cookie Jar Entertainment (occupe la suite 3324)
- Milliman, Inc. (38e étage)
- Rockwell Securities (16e étage)
- Cisco Systems (16e étage)
- DLB Associates (26e étage)
- Magency Digital (55e étage)
- Siemens Corporation (11e étage)

## Cinéma
Le film Margin Call a été principalement tourné au 42e étage du building.